# Глубокая (приток Тулвы)
Глубокая — река в России, протекает в Осинском районе Пермского края. Устье реки находится в 1 км по левому берегу реки Тулва. Длина реки составляет 26 км.
Исток находится на западе Тулвинской возвышенности, в 3 км к северо-востоку от деревни Кашкара. Река течёт на восток, протекает деревни Верхняя Глубокая, Кустова, Бичурина, Городище. Притоки — Медведка, Кончура (правые); Сайдашка (левый). Впадает в Тулву у села Крылово.

## Данные водного реестра
По данным государственного водного реестра России относится к Камскому бассейновому округу, водохозяйственный участок реки — Кама от Камского гидроузла до Воткинского гидроузла, речной подбассейн реки — бассейны притоков Камы до впадения Белой. Речной бассейн реки — Кама.
Код объекта в государственном водном реестре — 10010101012111100015032.